# Akaflieg Berlin Charlotte II
Die Charlotte II war ein einsitziges schwanzloses Segelflugzeug der Akademischen Fliegergruppe Berlin, das unter Verwendung der Tragfläche der „Charlotte“ entstand.

## Konstruktion
Die „Charlotte II“ entstand im Winter 1922/1923 als Nachfolger der beim Rhön-Segelflugwettbewerb im August 1922 bei einem Absturz stark beschädigten „Charlotte“. Im Unterschied zu dieser verfügte das Flugzeug über eine verbesserte Steuerung ausschließlich über Klappen an der Tragfläche. Unter der Tragfläche hing ein strömungsgünstiger Holzrumpf mit zentraler Kufe und abnehmbarer Heckfinne.

## Nutzung
Neben der Teilnahme bei den Rhönwettbewerben 1923 und 1924 flog die Charlotte außerhalb Deutschlands beispielsweise beim ersten Österreichischen Segelflugwettbewerb in Stockerau bei Wien 1923 und dem Ersten Internationalen Segelflugwettbewerb Italiens im Oktober 1924 in Asiago am Südrand der Alpen.

## Technische Daten

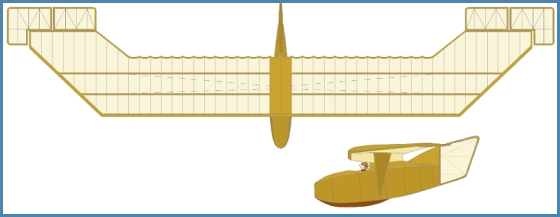
Seiten- und Aufriss der Charlotte II, 1923

| Kenngröße             | Daten    |
| --------------------- | -------- |
| Besatzung             | 1        |
| Länge                 | 4,10 m   |
| Spannweite            | 14,20 m  |
| Höhe                  | 1,50 m   |
| Flügelfläche          | 19,5 m²  |
| Flügelstreckung       | 9,4      |
| Gleitzahl             |          |
| Geringstes Sinken     |          |
| Leermasse             | 133 kg   |
| max. Startmasse       | 203 kg   |
| Flächenbelastung      | 10 kg/m² |
| Höchstgeschwindigkeit |          |

## Derivate

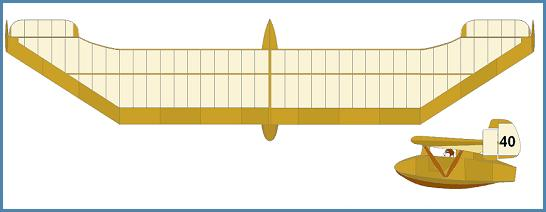
„Stadt Magdeburg“, 1930

Die Charlotte II beeinflusste weitere Entwürfe von schwanzlosen Seglern: Nach Plänen von Rudolf Schul und statischen Berechnungen von W. Marczinski baute der Magdeburger Flugsportverein 1930 den Segler „Stadt Magdeburg“. Die „Stadt Magdeburg“ wurde 1931 beim Rhön-Wettbewerb geflogen und zeigte akzeptable Leistungen. Die Spannweite betrug 14 m und der mit einer V-Strebe abgestützte Flügel verfügte über eine sperrholzbeplankte Torsionsnase. Am rechteckigen Flügelmittelteil wurde das NACA-Profil M-12 verwendet. Die Außenflügel waren stark geschränkt und an den Flügelenden waren Elevons und Endscheiben-Seitenruder angebracht.

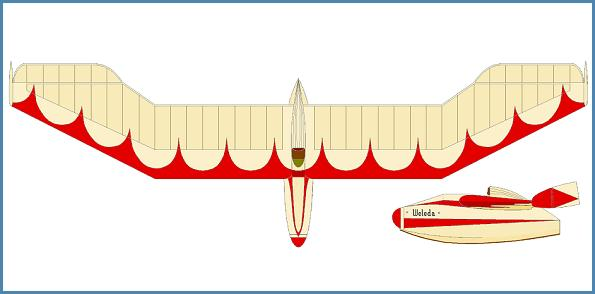
„Weleda“, 1931

Ende 1931 wurde von Edmund Kleiner und Wilhelm Bongel in Schwäbisch Gmünd das 14 m spannende Segelflugzeug „Weleda“ gebaut. Unterstützt wurde das Projekt von der Arzneimittelfirma Weleda. Der Nurflügler wurde mehrfach abgeändert und für den Rhön-Wettbewerb 1932 vorbereitet, erschien allerdings nicht in den Teilnehmerlisten. Die Steuerung erfolgte durch Elevons und kleine, nur nach außen bewegliche Seitenruder an den Flügelspitzen.

## Trivia
Die Kontur der Draufsicht der Charlotte wurde 1932 auf Anregung des Akaflieg-Mitglieds Eduard Neumann Signet des Vereins.